# Amber Riley
Amber Patrice Riley (sinh ngày 15 tháng 2 năm 1986) là một nữ diễn viên và ca sĩ người Mỹ, được biết đến nhiều nhất với vai diễn Mercedes Jones trong sê ri phim truyền hình Glee.

## Tiểu sử
Amber được sinh ra ở Los Angeles, California, là con gái của Tiny (nhũ danh Hightower) và Elwin Riley. Amber tham gia thử giọng cho American Idol khi cô 17 tuổi, trong mùa thứ hai của chương trình nhưng bị loại. Amber tốt nghiệp trung học tại trường trung học La Mirada ở La Mirada, California năm 2004.

## Sự nghiệp
Amber đảm nhận vai Mercedes Jones trong sê ri phim truyền hình hài-tình cảm nổi tiếng Glee. Cô đã xuất hiện ngay từ tập đầu tiên của phim, được ra mắt vào tháng 5 năm 2009. Cô đã hát solo trong nhiều ca khúc, trong số đó có "Respect", "Bust Your Windows", "Hate on Me", "And I Am Telling You I'm Not Going", "Beautiful", "Bridge over Troubled Water", "I Look to You", "Hell to the No", "Ain't No Way", "Try a Little Tenderness", "Spotlight", "All I Want for Christmas Is You" và, 3 ngày sau cái chết của Whitney Houston, một phiên bản của "I Will Always Love You". Nhân vật của cô mang một "phong cách diva" với những bộ quần áo hợp thời trang. Cô có một người bạn thân tên là Kurt Hummel (Chris Colfer), người đồng tính công khai đầu tiên ở trường. Năm 2011, Amber được đề cử giải NAACP Image Award cho vai diễn này; cô đã nhận được một giải Screen Actors Guild Award cùng với các bạn diễn trong phim cũng như được đề cử cho giải Teen Choice Award. Mẹ cô là thành viên của dàn đồng ca trong ca khúc "Like a Prayer" nằm trong tập "The Power of Madonna" ở mùa thứ nhất.
Ngày 12 tháng 9 năm 2010, Amber xuất hiện ở lễ trao giải MTV VMAs 2010. Cô hát quốc ca vào ngày khai mạc của Democratic National Convention năm 2012. Amber cũng đang thực hiện một album solo.

## Hoạt động từ thiện
Năm 2011, Amber trở thành người phát ngôn cho chiến dịch thường niên "Battle for the Bands" lần thứ hai bởi tổ chức Save The Music của Do Something và VH1. Amber khởi động một chiến dịch thông qua các phương tiện truyền thông để vận động người hâm mộ tham gia đấu tranh gìn giữ việc giáo dục âm nhạc trong trường học. Amber cũng phối hợp với chiến dịch "Celebrate My Drive" của State Farm để nâng cao nhận thức cho người lái xe và cổ vũ giới trẻ.

## Danh sách đĩa nhạc

### Danh sách đĩa nhạc của Glee
- Glee: The Music, Volume 1 (2009)
- Glee: The Music, Volume 2 (2009)
- Glee: The Music, The Power of Madonna (2010)
- Glee: The Music, Volume 3 Showstoppers (2010)
- Glee: The Music, Journey to Regionals (2010)
- Glee: The Music, The Rocky Horror Glee Show (2010)
- Glee: The Music, The Christmas Album (2010)
- Glee: The Music, Volume 4 (2010)
- Glee: The Music, Volume 5 (2011)
- Glee: The Music Presents the Warblers (2011)
- Glee: The Music, Volume 6 (2011)
- Glee: The 3D Concert Movie (Motion Picture Soundtrack) (2011)
- Glee: The Music, The Christmas Album Volume 2 (2011)
- Glee: The Music, Volume 7 (2011)
- Glee: The Music, The Graduation Album (2012)
- Glee: The Music Presents Glease (2012)
- Glee: The Music, Season 4, Volume 1 (2012)

## Các phim đã đóng
| Năm      | Tên phim                   | Vai diễn       | Ghi chú |
| -------- | -------------------------- | -------------- | --- |
| 2002     | St. Sass                   | Toby           | Phim truyền hình |
| 2009–nay | Glee                       | Mercedes Jones | Mùa 1-nay: vai chính Screen Actors Guild Award giải màn trình diễn nhóm xuất sắc trong một sê ri phim hài (2010) Được đề cử — NAACP Image Award giải nữ diễn viên phụ xuất sắc trong một sê ri phim hài (2011) Được đề cử — NAACP Image Award giải nữ diễn viên phụ xuất sắc trong một sê ri phim hài (2012) Đang chờ — NAACP Image Award giải nữ diễn viên phụ xuất sắc trong một sê ri phim hài (2013) Được đề cử — Teen Choice Awards giải nữ diễn viên xuất sắc (2010) Được đề cử — Teen Choice Award ca khúc nhóm (cùng với dàn diễn viên Glee) (2010) Được đề cử — Teen Choice Award giải nữ diễn viên xuất sắc (2011) |
| 2010     | The Simpsons               | Aiesha         | Tập: "Elementary School Musical" |
| 2011     | Glee: The 3D Concert Movie | Mercedes Jones | Phim điện ảnh |
| 2012     | Struck by Lightning        | Không rõ       | Khách mời |
| 2012     | VH1 Divas                  | Chính mình     | Trao giải |